# Hagioskop

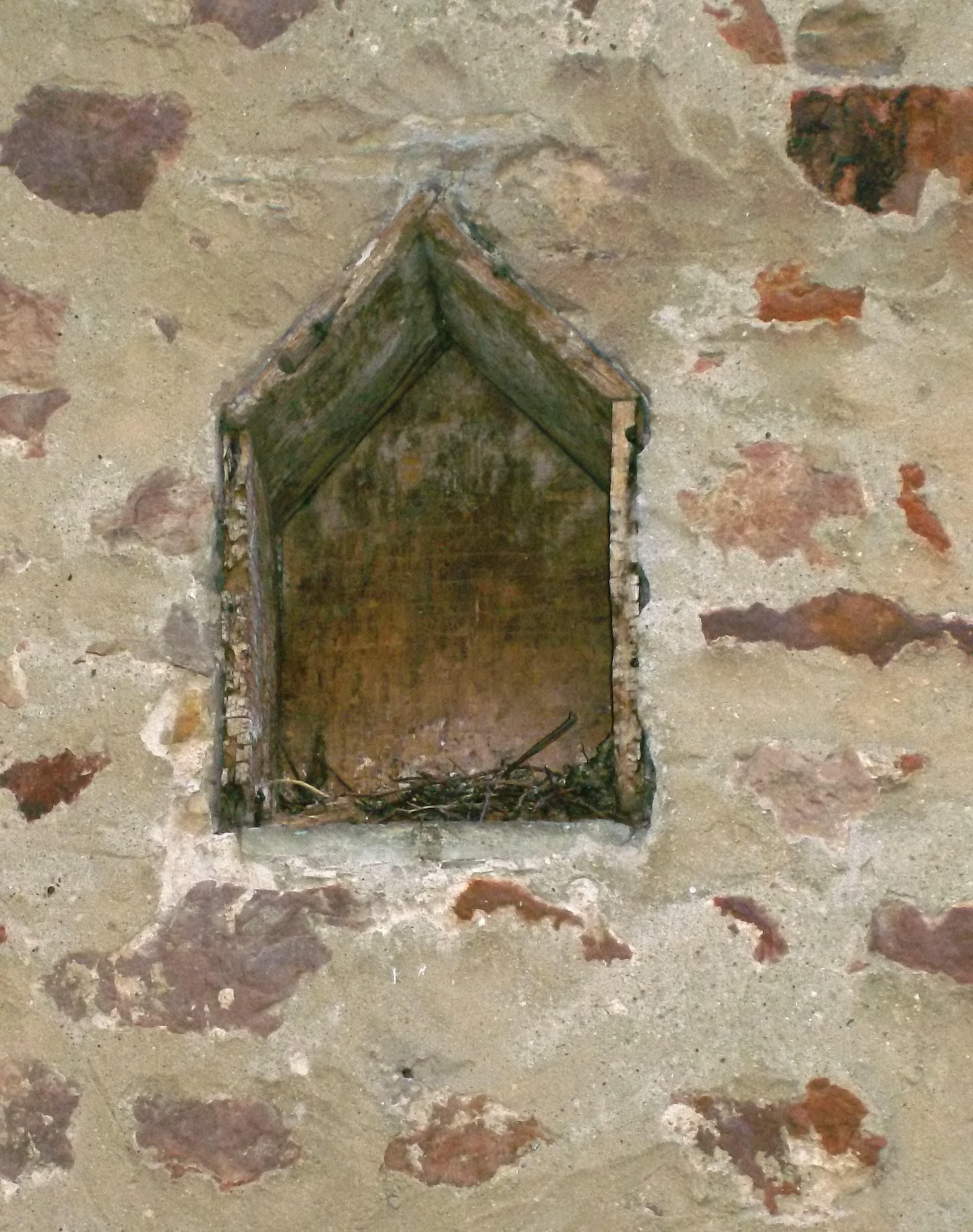
Hagioskop v bývalém klášterním kostele v Iburgu

Hagioskop je okénko vedoucí z kostela přímo ven, které umožňovalo zúčastnit se bohoslužby nemocným (např. leprou). Tímto okénkem totiž bylo vidět přímo na oltář při pozdvihování. Podobná okénka - průzory - se v některých případech vyskytují také ve zdech mezi kněžištěm kostela či kaple a sousední prostorou, např. sakristií, kaplí či oratoří (např. kaple gotického paláce Göttweigerhof ve městě Stein (Rakousko).